# تپه بزرگ شریف‌آباد
تپه بزرگ شریف‌آباد مربوط به دوران پیش از تاریخ ایران باستان - عمدتا دوره های مس سنگ میانی و جدید، اشکانی و دوران متاخر اسلامی است و در۲۵ کیلومتری شهرستان نهاوند، بخش خزل، روستای شریف‌آباد واقع شده و این اثر در تاریخ ۲۴ اسفند ۱۳۸۳ با شمارهٔ ثبت ۱۱۴۲۵ به‌عنوان یکی از آثار ملی ایران به ثبت رسیده است.فاصله این تپه تا کوه اتشکده گره چغا۱/۵ کیلومتر است و ۱۶ تا ۱۷ متر ارتفاع دارد. چند تکه سفال منقوش از سبک گیان ۵ در آن مشاهده شده است و دیواره هایی از خشت خام به ابعاد ۱۰×۵۰×۵۰ سانتیمتر در سطح تپه شباهت بسیار به خشت های ساسانی دارد.